# Desmiphora cirrosa
Desmiphora cirrosa là một loài bọ cánh cứng trong họ Cerambycidae.